# Duey
Duey es un barrio ubicado en el municipio de Yauco en el Estado Libre Asociado de Puerto Rico. En el Censo de 2010 tenía una población de 1108 habitantes y una densidad poblacional de 129,21 personas por km².

## Geografía
Duey se encuentra ubicado en las coordenadas 18°5′36″N 66°50′23″O / 18.09333, -66.83972. Según la Oficina del Censo de los Estados Unidos, Duey tiene una superficie total de 8.58 km², de la cual 8.56 km² corresponden a tierra firme y (0.18%) 0.02 km² es agua.

## Demografía
Según el censo de 2010, había 1108 personas residiendo en Duey. La densidad de población era de 129,21 hab./km². De los 1108 habitantes, Duey estaba compuesto por el 89.8% blancos, el 4.69% eran afroamericanos, el 0.45% eran amerindios, el 3.7% eran de otras razas y el 1.35% pertenecían a dos o más razas. Del total de la población el 99.55% eran hispanos o latinos de cualquier raza.